# ハルオサン
ハルオサンは、日本のコラムニスト。デザイナー。

## 来歴・人物
18歳で警察官になるが、警察学校入校中に退職強要を受け半年足らずで退職する。
後にスーパーマーケット・スイミングスクール・特殊清掃員・飛び込み営業・テレフォンアポイント・現場作業員・工場作業員と様々な職を転々とする。転職回数は十数回に及んだという。
後に趣味で書き始めた『警察官クビになってからブログ』（現在は閉鎖）が一カ月ほどで100万アクセスを超え、注目を集める。2018年には「天国に一番近い会社に勤めていた話」（カドカワ）を出版。新聞や求人雑誌でのコラムニスト連載やイラストレーターとして活躍するようになる。さらに2018年に人生初となる漫画として「警察官をクビになった話」をブログ上で公開したところ、わずか1日で200万アクセスを超える反響があった（月間アクセスは1000万超）。
内容の賛否はあれど、独自の「血で描いたような表現力」を称賛する声は多く、糸井重里や堀江貴文などの著名人からも注目されている。

## エピソード
幼いころに重度の脳障害を患い克服している。そのせいもあって突如書いたブログや漫画の反響が大きかったのは特殊なギフテッドだからという専門家もいる。

## 著書
- 『天国に一番近い会社に勤めていた話』KADOKAWA ISBN 978-4046020956